# Vlag van Noord-Ierland
Er is sinds 1972 geen vlag die de officiële vlag van Noord-Ierland genoemd kan worden. In 1953 kreeg Noord-Ierland wel een officiële vlag, maar toen het Parlement van Noord-Ierland in 1972 werd opgeschort en in 1973 werd afgeschaft, werd de vlag buiten gebruik gesteld. Tijdens officiële gebeurtenissen gebruikt men nu in Noord-Ierland de Union Flag, die ook door de in 1998 ingestelde Assemblee voor Noord-Ierland wordt gebruikt. Alleen tijdens sportevenementen zoals de Commonwealth Games heeft de vlag nog een status.
De Ulster Banner, zoals de vlag die tussen 1953 en 1972 de vlag van Noord-Ierland was ook genoemd wordt, bestaat uit het Kruis van Sint-Joris op een wit veld (zoals in de vlag van Engeland). In het midden van het kruis staat een rode hand (het wapen van de provincie Ulster) in een zespuntige ster (verwijzend naar de zes gebieden van Noord-Ierland) onder een kroon. Noord-Ierse Unionisten gebruiken deze vlag nog steeds, terwijl de Iers-republikeinen de vlag van Ierland gebruiken.
Een andere traditionele vlag die Ierland symboliseert is de Saint Patrick's Saltire met het kruis van Patricius, de Ierse nationale heilige. Het is opgenomen in de Union Jack. De vlag is soms te zien op St.-Patrick's Day of bij sommige koninklijke evenementen.
"Nationalistische" Ieren in Noord-Ierland zien zichzelf in de eerste plaats als Ieren en niet als Britten. Ze geven de voorkeur aan de vlag van Ierland.

## Geschiedenis

Historische vlag van Ulster

Het Kruis van St.-Patrick, een rood andreaskruis op een witte achtergrond, staat sinds 1801 in de Union Jack en vertegenwoordigde in die tijd heel Ierland binnen het Verenigd Koninkrijk als politiek grondgebied. Tegenwoordig vertegenwoordigt het Noord-Ierland. Patricius wordt vereerd als heilige en als beschermheilige van Ierland.
Een aparte vlag, de "Red Hand Flag of Ulster", en een wapenschild werden in 1924 gecreëerd voor het Noord-Ierse bestuur dat in Ulster was gevestigd nadat de Ierse Vrijstaat zich had afgescheiden van het Verenigd Koninkrijk. Deze vlag bestaat uit een rood Sint-Joriskruis op een wit veld (zoals de Engelse vlag) met een zespuntige ster in het midden. Er is een rode hand in de ster en een kroon boven de ster. Deze vlag is gebaseerd op de traditionele vlag van de provincie Ulster. De achtergrond was echter niet wit, maar geel; de rode hand stond op een wit schild in het midden. De "Red Hand Flag of Ulster" werd ook gebruikt als officiële nationale vlag in Noord-Ierland van 1953 tot de afschaffing van het Noord-Ierse zelfbestuur in 1972.
Omdat de Red Hand Flag of Ulster wordt geassocieerd met de Unionisten, is het onwaarschijnlijk dat deze opnieuw wordt ingevoerd, hoewel deze vlag wel zal wapperen tijdens wedstrijden van het nationale voetbalteam van Noord-Ierland en de Commonwealth Games. Voorbeelden hiervan zijn het Europees kampioenschap voetbal van 2016 en een speciale munt van £ 2 door de Royal Mint ter gelegenheid van de Commonwealth Games van 2002.
Ierse nationalisten en republikeinen gebruiken daarentegen de vlag van Ierland. Zij beschouwen Noord-Ierland niet als een aparte politieke entiteit en zien daarom geen reden voor een aparte vlag.